# San (marka autobusów)

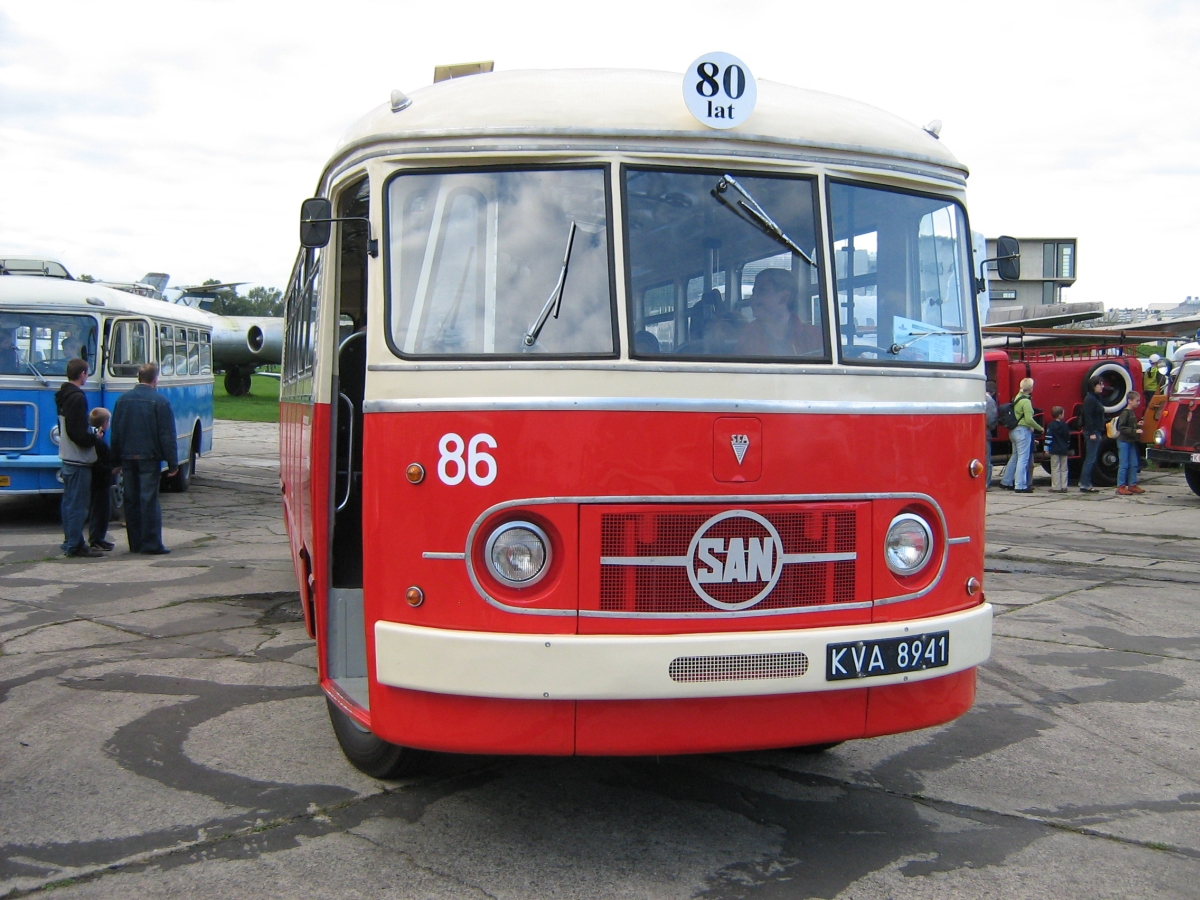
San H01B

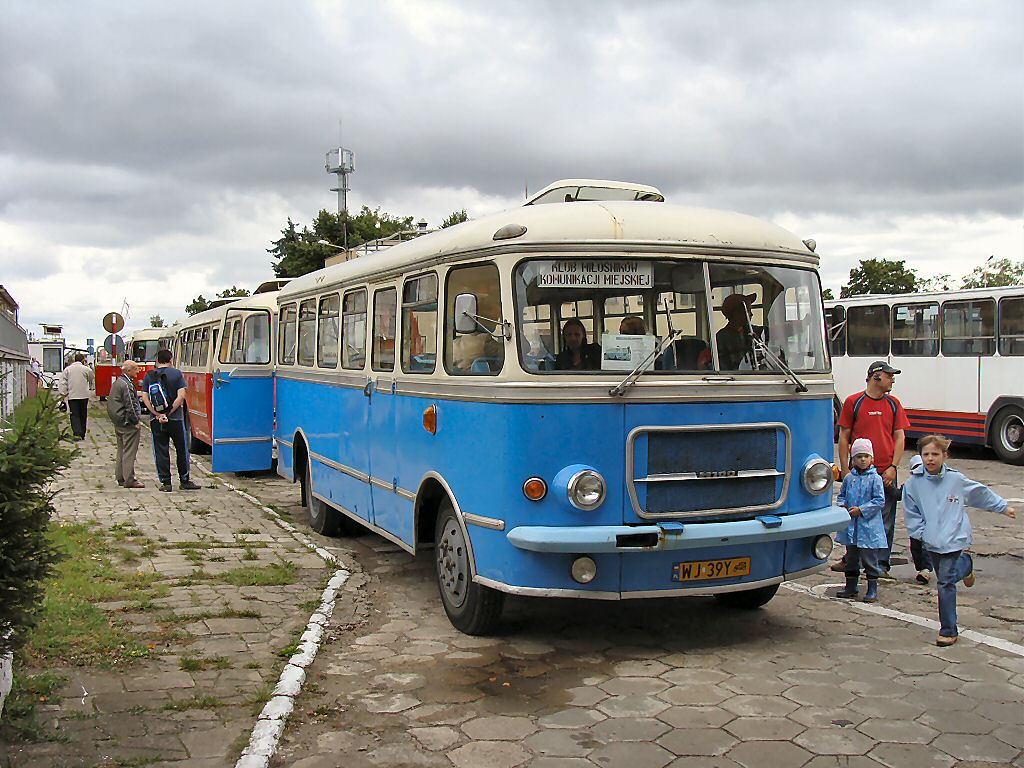
San H100A.1

San – marka polskich autobusów, produkowanych w Sanockiej Fabryce Autobusów „Autosan” w latach 1958–1967 (modele H01, H25 i H27 z nadwoziem samonośnym) i od 1967 do 1974 (model H100). Nazwa pochodzi od rzeki San.

## Historia
Prace studyjne nad autobusem o nadwoziu samonośnym rozpoczęto w 1952 roku w Biurze Konstrukcyjnym Przemysłu Motoryzacyjnego. Autorem tej konstrukcji był dr inż. Janusz Pawłowski. Była to wówczas nowość w skali światowej, uznana za wynalazek i opatentowana. W roku 1955 wykonano prototyp autobusu, mieszczącego 43 pasażerów, w tym ośmiu na składanych siedzeniach w przejściu między fotelami. Dzięki konstrukcji samonośnej (bezramowej) udało się zredukować masę własną autobusu do 4770 kg. Było to konieczne z uwagi na stosunkowo niewielką moc (85 KM) dostępnego silnika S42. Wykonywanie modelu podjęto w październiku 1957. Po opracowaniu konstrukcji, od 1958 roku rozpoczęto produkcję samonośnych autobusów o nazwie San, kończąc wytwarzanie starszych autobusów Star N-52.
Niedopracowana (prototyp nie przeszedł wystarczająco skrupulatnych badań drogowych) wersja autobusu weszła do produkcji oznaczona jako San H01. Różniła się od prototypu stylizacją ściany przedniej oraz szeregiem usprawnień technologicznych. Oryginalnie rozmieszczono główne zespoły pojazdu. Silnik typu S-42 o mocy 62,5 kW (85 KM) wysunięto przed oś kół przednich, a skrzynię biegów o 5 przełożeniach (pochodzącą ze Stara 21) umieszczono w środkowej części pojazdu. Wynikało to z dążenia do właściwego rozkładu obciążenia na osie autobusu. San H01 wykonywany był w dwóch wersjach nadwoziowych: międzymiastowej o oznaczeniu „A” i miejskiej o symbolu „B”. Wersja miejska mogła pomieścić 50 pasażerów, przy czym liczbę miejsc siedzących zredukowano do 33. Zastosowano dwie pary dwuskrzydłowych drzwi bocznych z mechanicznym ich otwieraniem od wewnątrz, drzwi przednie obsługiwał kierowca, drzwi tylne konduktor. W latach 1958–1961 wykonano 4459 sztuk modeli rodziny San H01.
W 1961 roku wprowadzono do produkcji zmodernizowany model autobusu oznaczony jako San H25A, produkcję kontynuowano do 1967 roku. Zastosowano w nim wiele ulepszonych podzespołów pochodzących ze Stara 25, a przede wszystkim silnik typu S-472 o mocy podwyższonej do 69,8 kW (95 KM). Do najważniejszych zmian wprowadzonych w podwoziu autobusu należało wzmocnienie osi przedniej oraz zastosowanie nowych resorów tylnych. Na zewnątrz San H25 wyróżniał się całkowicie zmienioną stylistyką ściany przedniej. Wprowadzono większą, giętą szybę przednią i poszerzono o 40 mm otwory drzwiowe. Przekonstruowana struktura nośna nadwozia zaowocowała wzmocnieniem i usztywnieniem. Do ogrzewania wnętrza służyła nowo wprowadzona nagrzewnica działająca niezależnie od pracy silnika. W 1962 roku wprowadzono do produkcji jego miejską odmianę San H25B.
Dalsza modernizacja autobusów „San” nastąpiła w połowie 1964 roku. Do produkcji wprowadzono modele San H27A i San H27B, będące odmianą modeli serii San H25, które były wyposażone w niezbyt udany silnik o zapłonie samoczynnym typu S53. Zastosowano pneumatyczny nadciśnieniowy mechanizm wspomagający hamulce. W nadwoziu wprowadzono następujące zmiany: w tylnej ścianie zabudowano dzieloną szybę giętą (zunifikowaną z szybą przednią), okna boczne otrzymały w górnej części szyby przesuwne (w miejsce uchylnych), zastosowano łatwo wyjmowane okno bezpieczeństwa, w dachu nadwozia zastąpiono osiem małych otworów wentylacyjnych dwoma dużymi, które miały przezroczyste pokrywy. Poszerzono przednią pokrywę silnika, co ułatwiło jego obsługę i naprawy.

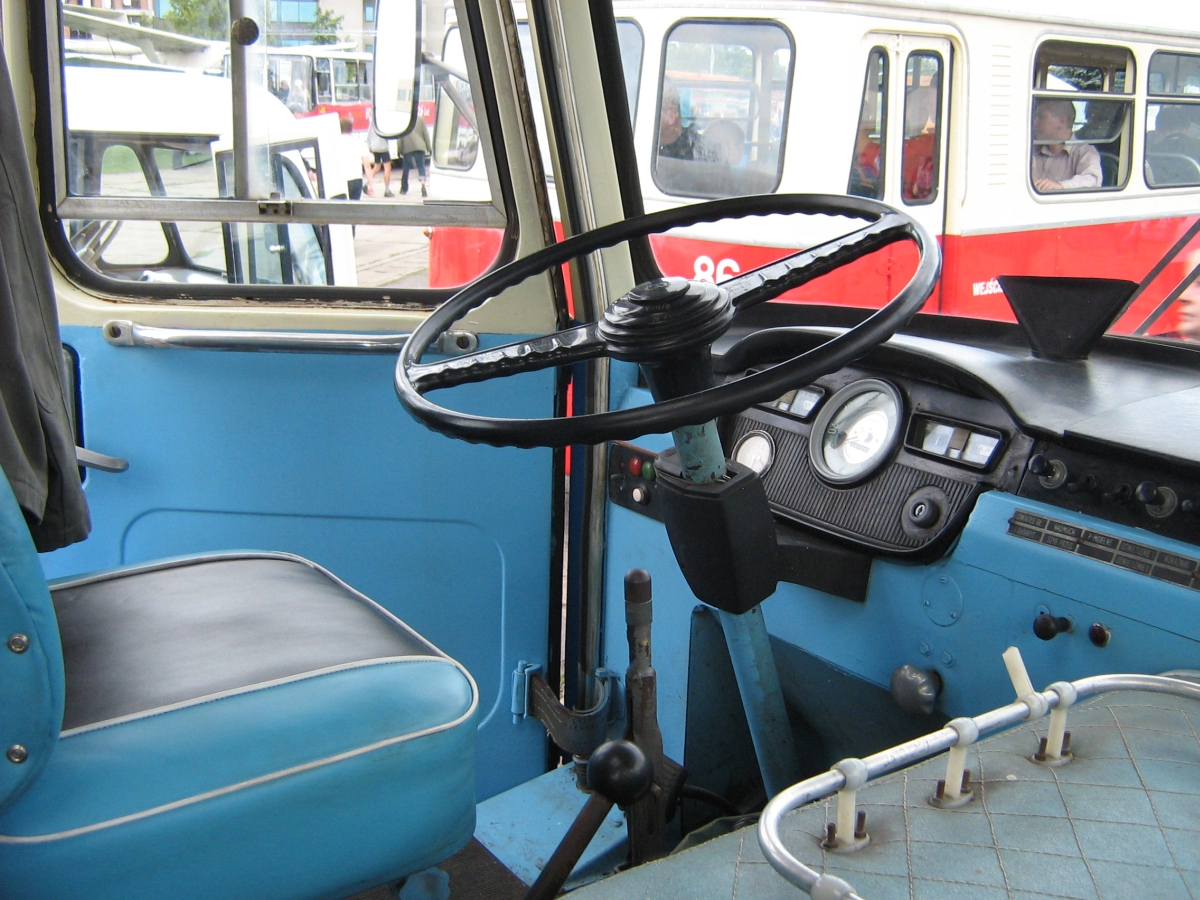
Wnętrze, wyprodukowanego w roku 1972 autobusu San H100A.1 (benzynowego) nr tab. 8082 Klubu Miłośników Komunikacji Miejskiej w Warszawie, o kolorystyce zaprojektowanej w roku 1966 przez grono profesorów, studentów i absolwentów warszawskiej ASP. W tle krakowski San H01B nr tab. 86, pochodzący z roku 1959. Kraków, 8.09.2007, lotnisko Czyżyny – Muzeum Lotnictwa Polskiego; obchody 80-lecia krakowskiej komunikacji autobusowej

Autobusy San H25 i H27 produkowane były w wersjach międzymiastowych i miejskich. Niekorzystną cechą samonośnych Sanów była stosunkowo niska trwałość nadwozia. Z uwagi na ograniczone moce dostępnych silników S42 oraz S472 dążenie do maksymalnej lekkości nadwozia spowodowało niekończące się problemy z jego trwałością. Początkowa konstrukcja kesonowa została zmieniona na wręgową, a następnie na wręgowo-powłokową. Wprowadzano doraźnie i inne zmiany, np. belki nadresorowe. Przy modyfikacjach nadwozia brał udział m.in. prof. Zbigniew Brzoska. Wszystkie te próby dały efekt niezadowalający, dochodziło do pękania struktury nośnej autobusu w różnych miejscach i szybkiej korozji cienkościennej blachy nadwozia.
W 1967 roku przerwano produkcję autobusów samonośnych San H25 i San H27, wprowadzając nowy model San H100 z mocniejszym silnikiem S47 o mocy 77 kW (105 KM) i konstrukcją ramowo-blachownicową (ceownikową). Model ten produkowany był od 1 lipca 1967 do 27 lipca 1974 roku (wersja miejska – do roku 1973), następnie zastąpiony przez autobusy Autosan H9.
W toku produkcji „Sanów” za doskonalenie modeli odpowiadali konstruktor inż. Jan Fic oraz technolog Stanisław Adamiak.
Na początku lat 60. roczna produkcja „Sanów” wynosiła 1200, a u kresu wytwarzania 4000. Łącznie wyprodukowano 33273 sztuk modeli autobusów marki San, w tym 23,7 tys. sztuk modeli San H100. Autobusy z tej serii, zarówno do komunikacji miejskiej, jak i turystycznej, były przekazywane także do odbiorców zagranicznych: do Egiptu, do Albanii, na Kubę i na Węgry. Od lat 60. symbolem tej marki był lecący bocian, został on przejęty przez nową markę Autosan.
Jedyny zachowany egzemplarz autobusu San H27 znajduje się w prywatnym Muzeum Polskiej Motoryzacji XX wieku w Busku-Zdroju.